# Підмаренник волинський
Підмаренник волинський (Galium volhynicum) — вид рослин з родини маренових (Rubiaceae), поширений у південній Європі.

## Опис
Багаторічна 40–100 см. Стебла густо запушені на нижніх міжвузлях і в вузлах. Мерикарпії довгасті, 2 мм довжиною, 0.75 мм завширшки. Лопаті віночка витягнуто загострені, з вістрям, загнутим в середину.

## Поширення
Поширений у південній Європі.
В Україні вид зростає на вапняковим схилах і серед степових чагарників — у західному Правобережному та Донецькому (Гори Артема) Лісостепу і Степу.